# Сакуниха (річка)
Сакуниха — річка в Україні, у Роменському районі Сумської області. Права притока Хоролу (басейн Дніпра).

## Опис
Довжина річки 12 км, похил річки — 3,3 м/км. Площа басейну 55,2 км².

## Розташування
Бере початок у селі Сакуниха. Тече переважно на південний захід і на північному сході від Берестівки впадає в річку Хорол, праву притоку Псла. На деяких ділянках пересихає.
Населені пункти вздовж берегової смуги: Велика Діброва, Лахнівщина, Кімличка.
Річку перетинає автошлях Т 1904.